# Leonnie van Eert
Leonnie van Eert (Leende, 1961) is een Nederlands keramist. Ze woonde en werkte van 2000 tot 2019 in Suriname.

## Biografie
Leonnie van Eert begon haar loopbaan in Nederland als agogisch werker en werkte vanaf 1997 een jaar in Lelydorp met kinderen met een verstandelijke beperking. Vervolgens was ze van 2000 tot 2019 opnieuw in Lelydorp, als agogisch werker en artistiek begeleider van jongeren met een beperking.
Ze nam bij Soeki Irodikromo kunstles in keramiek leerde dankzij hem haar eigen stijl te ontwikkelen. In haar spirituele zoektocht kwam terecht ze bij de Trio in Kwamalasamoetoe, in het uiterste zuiden van Suriname. Ze werd daar geïnspireerd door traditionele inheemse vormen en gebruiken. Verder putte ze uit de vormen van de natuur en werd ze beïnvloed door de jongeren met wie ze werkte. Haar stijl is onder te brengen in semi-abstract waarbij ze natuurlijke materialen gebruikt als touw, jute, bamboe en zaden.
Haar werk is te zien in Readytex Art Gallery in Paramaribo en werd meermaals vertoond op de Nationale Kunstbeurs. In 2014 was ze een van de kunstenaars die werk leverde aan de Giant Painting, een doek van vijftien meter dat in de vertrekhal van J.A. Pengel International Airport hangt. In 2018 exposeerde ze in de IDB Staff Association Art Gallery in Washington D.C. en voor het EMEGA-project in Frans-Guyana.